# Kukułka (roślina)

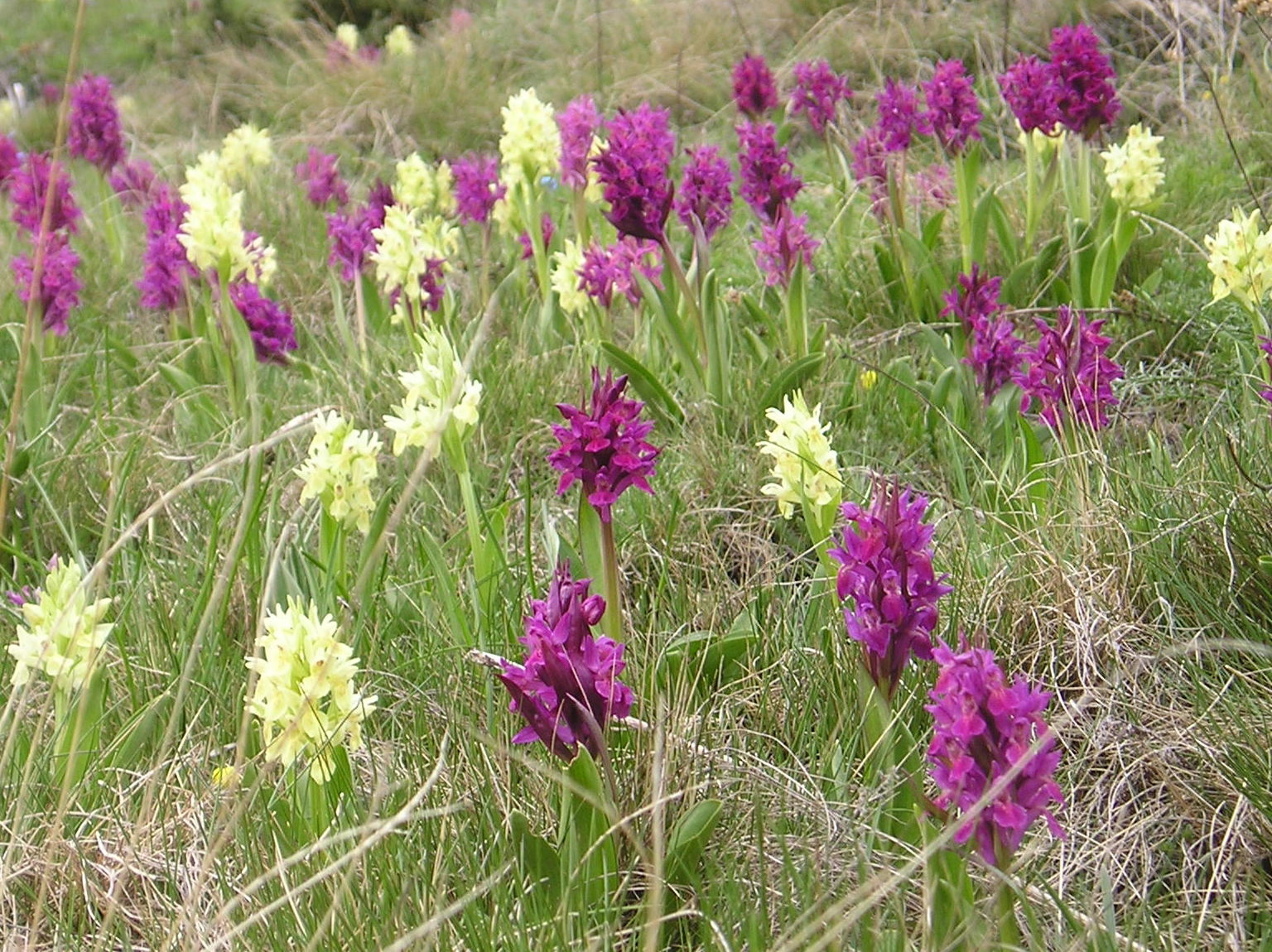
Kukułka bzowa

Kukułka, stoplamek, storczyk (Dactylorhiza Neck. ex Nevski) – rodzaj bylin z rodziny storczykowatych (Orchidaceae). Obejmuje w zależności od ujęcia systematycznego od 28 gatunków zbiorowych do około 75 drobnych gatunków. Klasyfikacja w obrębie rodzaju jest bardzo problematyczna – rośliny te są bardzo zmienne i łatwo się krzyżują – w różnych ujęciach poszczególne taksony opisywane są w randze odrębnych gatunków, podgatunków lub odmian. Zasięg rodzaju obejmuje głównie strefę borealną i umiarkowaną półkuli północnej. W Polsce w zależności od ujęcia występuje od ok. 8 do 15 gatunków.
Znaczenie użytkowe mają bulwy korzeniowe spożywane i przygotowywane w postaci napoju jako salep. Niektóre gatunki są też uprawiane jako rośliny ozdobne.

## Rozmieszczenie geograficzne

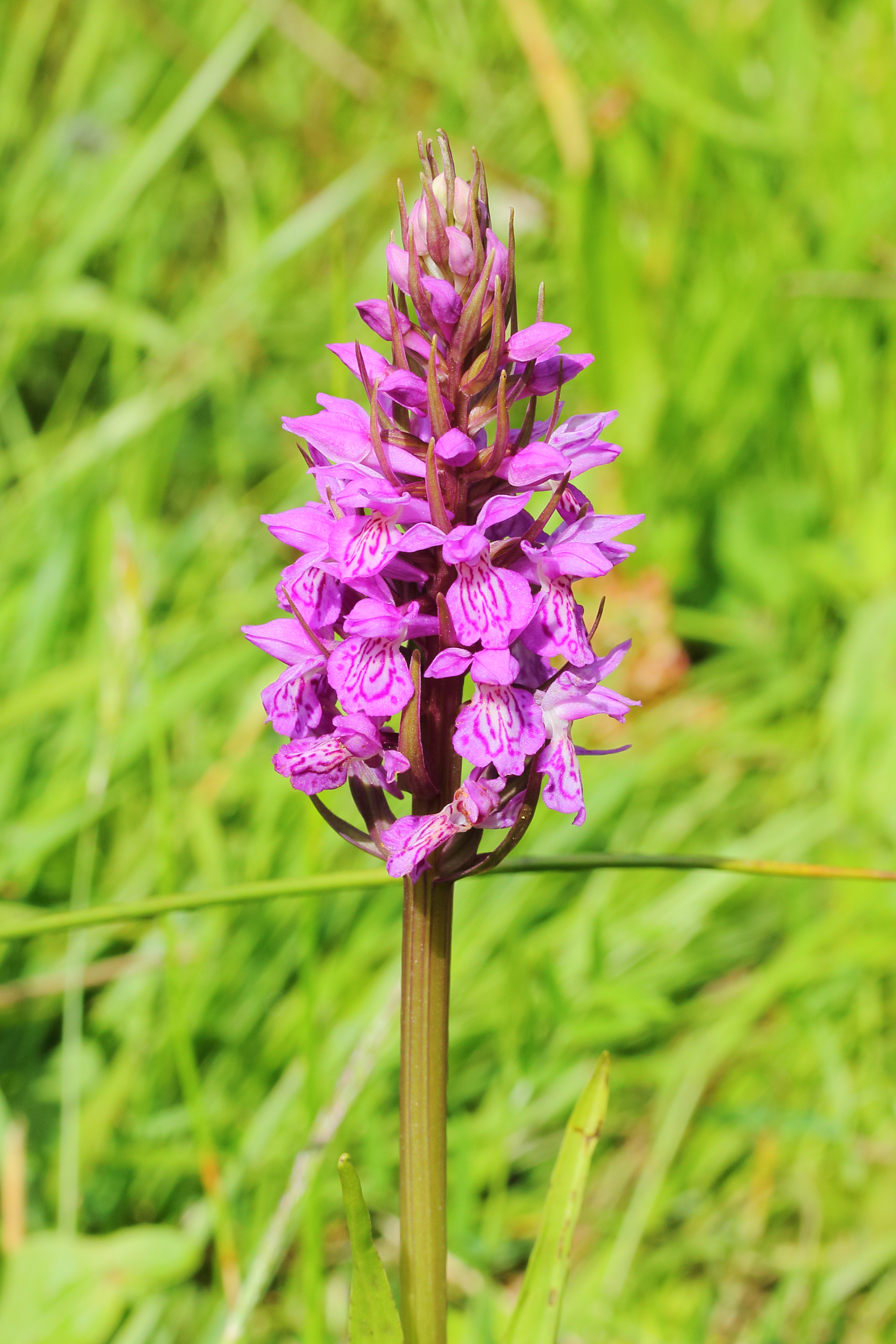
Kukułka plamista

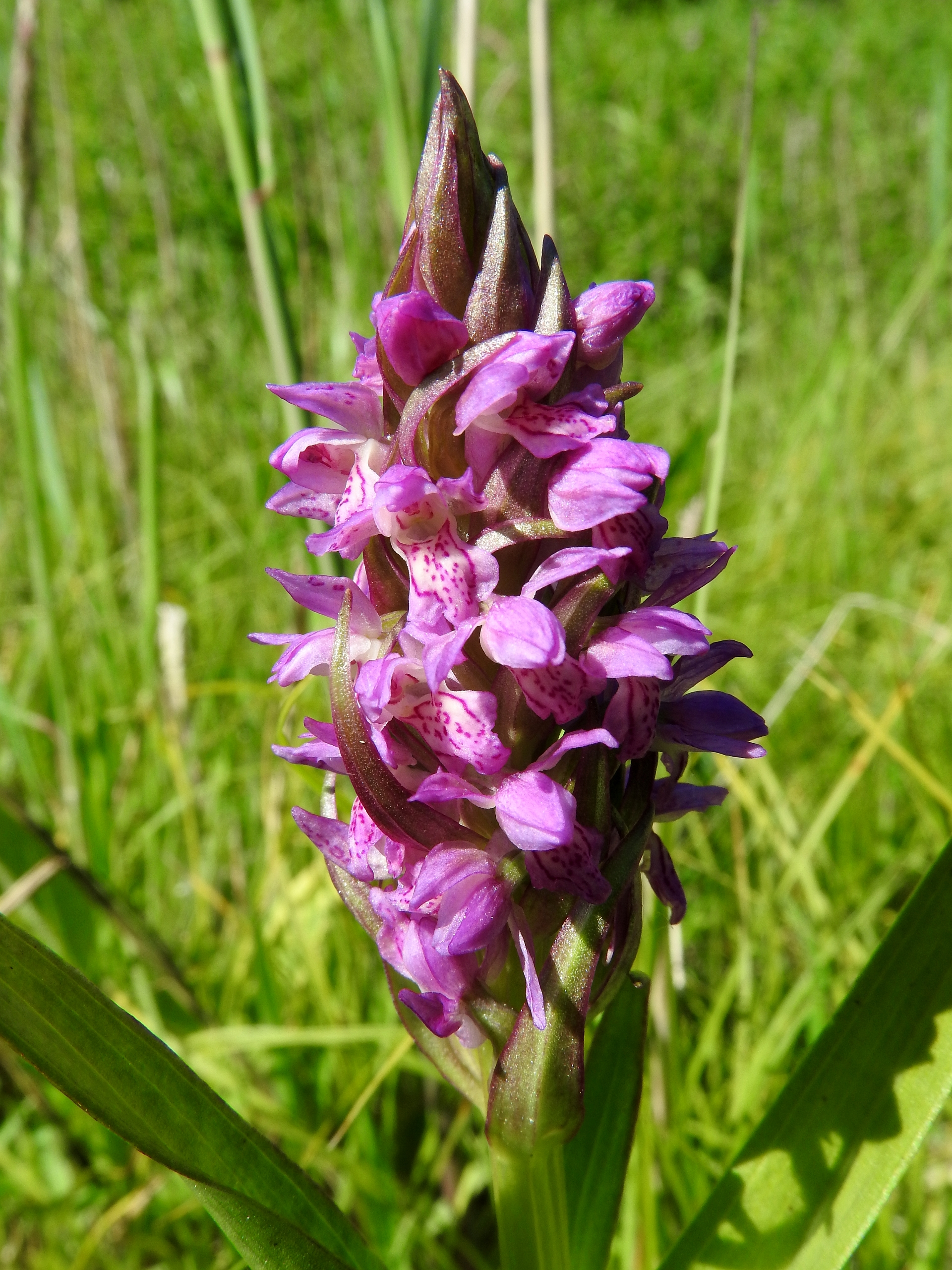
Kukułka krwista

Rodzaj ma rozległy zasięg na półkuli północnej, ale większość gatunków występuje w strefie borealnej i umiarkowanej Eurazji. Jeden gatunek – ozorka zielona Dactylorhiza viridis ma zasięg okołobiegunowy. Poza nim w Ameryce Północnej rośnie na Alasce i Aleutach przechodzący z Azji D. aristata oraz introdukowana z Eurazji kukułka szerokolistna Dactylorhiza majalis. W Europie, w zależności od ujęcia, rośnie od 13 do 30 gatunków.
Gatunki występujące w Polsce
Pierwsza nazwa naukowa w ujęciu listy roślin naczyniowych Polski, druga według The Plants of the World (jeśli jest odmienna)
- kukułka bałtycka Dactylorhiza baltica (Klinge) N. I. Orlova ≡ D. majalis subsp. baltica (Klinge) H.Sund.
- kukułka bzowa Dactylorhiza sambucina (L.) Soó
- kukułka Fuchsa Dactylorhiza fuchsii (Druce) Soó ≡ D. maculata subsp. fuchsii (Druce) Hyl.
- kukułka krwista Dactylorhiza incarnata (L.) Soó
- kukułka plamista Dactylorhiza maculata (L.) Soó
- kukułka Ruthego Dactylorhiza ruthei R. Ruthe & M. Schulze in R. Ruthe) Soó ≡ D. × kerneri (Soó) Soó
- kukułka sudecka Dactylorhiza sudetica (Poech ex Rchb.f.) Aver. ≡ D. maculata subsp. maculata
- kukułka szerokolistna Dactylorhiza majalis (Rchb.) P. F. Hunt & Summerh.
- ozorka zielona Coeloglossum viride (L.) Hartman ≡ Dactylorhiza viridis (L.) R.M.Bateman, Pridgeon & M.W.Chase

Gatunki o problematycznym statusie w Polsce
- kukułka karkonoska Dactylorhiza psychrophila (Schltr.) Holub ex Soó ≡ D. maculata subsp. fuchsii (Druce) Hyl.
- kukułka lapońska Dactylorhiza lapponica (Laest. ex Hartm.) Soó ≡ D. majalis subsp. lapponica (Laest. ex Hartm.) H.Sund.
- kukułka Russowa Dactylorhiza russowii (Klinge) Holub
- kukułka sercowata Dactylorhiza cordigera (Fr.) Soó ≡ D. majalis subsp. cordigera (Fr.) H.Sund.
- kukułka Traunsteinera Dactylorhiza traunsteineri (Saut.) Soó ≡ D. majalis subsp. lapponica (Laest. ex Hartm.) H.Sund.
- kukułka zaniedbana Dactylorhiza praetermissa (Druce) Soó ≡ D. majalis subsp. praetermissa (Druce) D.M.Moore & Soó

## Morfologia
PędDo 50 cm wysokości pęd wyrastający z palczasto podzielonej bulwy.
LiścieOsadzone skrętolegle na łodydze, lancetowate (od wąskolancetowatych do niemal jajowatych), najczęściej pokryte ciemnofioletowymi plamami.
KwiatyZebrane w kształtny, gęsty kłos osadzony na szczycie łodygi. Warżka kwiatu szeroka o ciemniejszych wzorach skierowana w dół, opatrzona ostrogą. Niektóre gatunki tego rodzaju wykształciły kwiaty o specyficznych kolorach i kształtach lub zapachach, przywabiających owady. Kwiaty nie zawierają nektaru.
OwoceTorebka z dużą ilością bardzo drobnych nasion, rozsiewanych przez wiatr.
KorzeńW postaci dwudzielnej, palczastej bulwy.

## Systematyka
Jeden z rodzajów podplemienia Orchidinae w plemieniu Orchideae w obrębie podrodziny storczykowych (Orchideae) z rodziny storczykowatych (Orchidaceae).
Zaliczane tu gatunki w latach 30.–40. XX wieku włączane były do rodzaju storczyk Orchis, jednak późniejsze analizy wykazały, że najbliższym (siostrzanym) krewnym rodzaju Dactylorhiza  jest gółka Gymnadenia. Oba te rodzaje łączone są w podplemię Dactylorhizinae. W obrębie Dactylorhiza zagnieżdżony jest, wyróżniany dawniej jako odrębny, monotypowy rodzaj ozorka Coeloglossum gatunek Dactylorhiza viridis. Tworzy on klad bazalny w obrębie rodzaju wraz z siostrzanym gatunkiem Dactylorhiza iberica.
Wykaz gatunków w ujęciu The Plants of the World
- Dactylorhiza × abantiana H.Baumann & Künkele
- Dactylorhiza × altobracensis (Coste & Soulié) Soó
- Dactylorhiza × alutiiqorum (A.Baum & H.Baum) J.M.H.Shaw
- Dactylorhiza aristata (Fisch. ex Lindl.) Soó
- Dactylorhiza armeniaca Hedrén
- Dactylorhiza × aschersoniana (Hausskn.) Borsos & Soó
- Dactylorhiza × baicalica Aver.
- Dactylorhiza × balabaniana H.Baumann
- Dactylorhiza × bayburtiana H.Baumann
- Dactylorhiza × beckeriana (Höppner) Soó
- Dactylorhiza × boluiana H.Baumann
- Dactylorhiza × braunii (Halácsy) Borsos & Soó
- Dactylorhiza cantabrica H.A.Pedersen
- Dactylorhiza × claudiopolitana  (Simonk.) Borsos & Soó
- Dactylorhiza × conigera (Norman) B.Bock
- Dactylorhiza × csatoi (Soó) Soó
- Dactylorhiza cyrnea W.Foelsche & Cord-Landwehr
- Dactylorhiza czerniakowskae Aver.
- Dactylorhiza × daunia W.Rossi, Ard., Cianchi, Piemont. & Bullini
- Dactylorhiza × delamainii (G.Keller ex T.Stephenson) Soó
- Dactylorhiza × dinglensis (Wilmott) Soó
- Dactylorhiza × drucei (A.Camus) Eccarius
- Dactylorhiza × dubreuilhii (G.Keller & Jeanj.) Soó
- Dactylorhiza × dufftiana (M.Schulze) Soó
- Dactylorhiza elata (Poir.) Soó
- Dactylorhiza × erdingeri (A.Kern.) B.Bock
- Dactylorhiza × estonica Jagiello & Kuusk
- Dactylorhiza euxina (Nevski) Czerep.
- Dactylorhiza × flixensis (Gsell) Soó
- Dactylorhiza foliosa (Rchb.f.) Soó
- Dactylorhiza × formosa Soó
- Dactylorhiza × fourkensis B.Willing & E.Willing
- Dactylorhiza × gabretana (A.Fuchs) Soó
- Dactylorhiza gervasiana (Tod.) H.Baumann & Künkele
- Dactylorhiza × godferyana (Soó) Peitz
- Dactylorhiza graggeriana (Soó) Soó
- Dactylorhiza × grandis (Druce) P.F.Hunt
- Dactylorhiza × guilhotii (E.G.Camus) B.Bock
- Dactylorhiza × guillaumeae C.Bernard
- Dactylorhiza × gustavssonii H.Baumann
- Dactylorhiza × hallii (Druce) Soó
- Dactylorhiza hatagirea (D.Don) Soó
- Dactylorhiza iberica (M.Bieb. ex Willd.) Soó
- Dactylorhiza incarnata (L.) Soó – kukułka krwista
- Dactylorhiza × influenza (Sennholz) Soó
- Dactylorhiza insularis (Sommier) Landwehr
- Dactylorhiza isculana Seiser
- Dactylorhiza × jenensis (Brand) Soó
- Dactylorhiza × juennensis Perko
- Dactylorhiza kafiriana Renz
- Dactylorhiza × katarana H.Baumann
- Dactylorhiza × kerneri (Soó) Soó – kukułka Ruthego
- Dactylorhiza kulikalonica Chernyak.
- Dactylorhiza × lehmannii (Klinge) Soó
- Dactylorhiza maculata (L.) Soó – kukułka plamista
- Dactylorhiza magna (Czerniak.) Ikonn.
- Dactylorhiza majalis (Rchb.) P.F.Hunt & Summerh. – kukułka szerokolistna
- Dactylorhiza × megapolitana (Bisse) Soó
- Dactylorhiza × metsowonensis B.Baumann & H.Baumann
- Dactylorhiza × mixta (Asch. & Graebn.) B.Bock
- Dactylorhiza × ornonensis (G.Keller & Jeanj.) Soó
- Dactylorhiza × perez-chiscanoi  F.M.Vázquez
- Dactylorhiza phoenissa (B.Baumann & H.Baumann) P.Delforge
- Dactylorhiza × rizeana Renz & Taubenheim
- Dactylorhiza romana (Sebast.) Soó
- Dactylorhiza × rombucina (Cif. & Giacom.) Soó
- Dactylorhiza × ruppertii (M.Schulze) Borsos & Soó
- Dactylorhiza russowii (Klinge) Holub – kukułka Russowa
- Dactylorhiza salina (Turcz. ex Lindl.) Soó
- Dactylorhiza × salteri (T.Stephenson) Soó
- Dactylorhiza sambucina (L.) Soó – kukułka bzowa
- Dactylorhiza × senayi (Alleiz.) Soó
- Dactylorhiza × serbica (H.Fleischm.) Soó
- Dactylorhiza sibirica Efimov
- Dactylorhiza × sivasiana E.Baumann & Künkele ex Renz & Taubenheim
- Dactylorhiza × sooi (Ruppert ex Soó) Soó
- Dactylorhiza × szaboiana (Soó) Soó
- Dactylorhiza × transiens (Druce) Soó
- Dactylorhiza urvilleana (Steud.) H.Baumann & Künkele
- Dactylorhiza × vallis-peenae Kümpel
- Dactylorhiza × venusta (T.Stephenson & T.A.Stephenson) Soó
- Dactylorhiza × viridella (Hesl.-Harr.) Oddone
- Dactylorhiza viridis (L.) R.M.Bateman, Pridgeon & M.W.Chase – ozorka zielona
- Dactylorhiza × vitosana H.Baumann
- Dactylorhiza × vogtiana H.Baumann
- Dactylorhiza × vorasica B.Willing & E.Willing

## Zagrożenie i ochrona
Przynajmniej część gatunków występowała często i licznie w Polsce jeszcze do połowy XX wieku. Przekształcanie użytków zielonych związane z ich osuszaniem, nawożeniem i obsiewaniem spowodowało znaczne zmniejszenie liczby stanowisk. Obecnie wszystkie gatunki kukułek występujące w Polsce objęte są ochroną gatunkową. Ze względu na zagrożenie wyginięciem niektóre gatunki wpisane są do Polskiej czerwonej księgi roślin. Z powodu zagrożenia storczyków pozyskaniem ze stanowisk naturalnych i przenoszeniem do uprawy, wszystkie gatunki wpisane zostały do załącznika II Konwencji CITES. Obrót handlowy nimi podlega ograniczeniom.